# Uže
Uže (kadšto se naziva konop ili konopac) je ravna (linearna) tehnička tekstilija, debljine veće od 4 milimetra, namijenjena za privezivanje, prijenos i učvršćivanje tereta, privezivanje brodova i slično. Izrađuje se sukanjem (užarenjem) ili višestrukim končanjem dvaju ili više strukova vlakana, odnosno užarske pređe, a sve češće i pletenjem na strojevima za prepletanje, kao jednoslojno, dvoslojno i spiralno pletena užad. Pletena i končana užad s četirima strukovima ili više njih u šupljini uzduž središnje osi užeta često sadrži uložak ili jezgru, koja preuzima opterećenja užeta. Za izradbu užadi nekad su se upotrebljavala samo prirodna vlakna velike čvrstoće i otpornosti na atmosferilije (kudjelja, konoplja, sisal, kokos, manila, juta) te metalna žica. Danas se užad sve više izrađuje od sintetskih vlakana velike čvrstoće (tehnički tipovi poliesterskih, poliamidnih, polipropilenskih i vinilalnih vlakana), a jezgra od metalnih (čeličnih) i aramidnih niti. Uže od biljnih ili sintetskih materijala kadšto se naziva konop ili konopac.
Glavna je značajka užeta njegova čvrstoća, koju mora zadržati u različitim uvjetima uporabe (vlaga, voda, kiša, snijeg, Sunčevo zračenje i drugo). Čvrstoću određuju sirovinski sastav i konstrukcijske karakteristike, to jest vrsta vlakana i svojstva užarske pređe, način izradbe (ručno ili strojno sukanje, prepletanje s jezgrom ili bez nje), broj strukova, smjer uvijanja pri sukanju (užarenju), korak použavanja odnosno korak pletenja, promjer ili obujam užeta. Za pojedine vrste užadi, ovisno o njihovoj namjeni, tehničkom su legislativom propisani minimalni zahtjevi za kvalitetu i značajke građe o kojima ovisi kvaliteta i sigurnost užeta u primjeni.

## Prirodna vlakna
Nekada su se užad pravila isključivo od prirodnih sirovina, kao što su sisal (listovi), konoplja, manila (stablo) ili ljuske kokosovih oraha. Najprije se vlakna sakupe, a potom češljaju i ispravljaju u posebnom stroju iz kojeg izlaze u vidu dugih traka. Više takvih traka se upredaju i po nekoliko puta kako bi se dobilo uže željene debljine.

## Sintetička vlakna
Sintetička vlakna su danas u većini slučajeva zamijenila prirodna i koriste se najlon, poliester i staklene niti koje se međusobno lijepe smolom, a potom upredaju. Koji će se materijal koristiti, ovisi od namjene užeta. Tako se, recimo, uže za skijanje na vodi pravi od polipropilena, jer je ovaj materijal specifično lakši od vode, pa ne tone, a i ne mrsi se. Kada se uže pravi od čelične žice, onda je to kabal ili sajla. Zbog svoje izdržljivosti, sajle se često koriste kao držači za mostove ili za prijenose na žičarama.

## Čelično uže
Čelično uže (katkad kabel ili sajla), u strojarstvu, građevinarstvu i tehnici općenito, savitljiv je ravni (linearni) konstrukcijski dio koji služi za prijenos vlačnih sila, odnosno natezanje, napinjanje, vješanje, povlačenje i drugo. Sastavljeno je od više čeličnih žica velike čvrstoće, koje su u jednostrukoj ili dvostrukoj zavojnici ovijene oko jezgre užeta. Spiralno uže ima oko jezgre omotano nekoliko redova žica koje čine jednostruku zavojnicu. Takvo je uže vrlo čvrsto, ali slabo savitljivo, pa se rabi kao nepokretno (nosiva užad žičara, mostova i slično). Otvorena spiralna užad izrađuje se od žica okrugla presjeka, a zatvorena užad od žica kojima je presjek u obliku slova Z, pa im je površina glatka. Prameno uže sastavljeno je od žica upredenih u dvostruku zavojnicu. Izrađuje se od pramenova načinjenih od više redova žica omotanih oko jezgre. Pramenovi mogu u uže biti upredeni u istome smjeru kao i žice pojedinih pramenova (istosmjerno upredena užad) ili u obrnutome smjeru (križano upredena užad). Pramena se užad rabi kao pokretna, jer se zbog velike gipkosti lako namata i prelazi preko kolotura.

## Vanjske poveznice
- Uže Hrvatska tehnička enciklopedija, portal hrvatske tehničke baštine. LZMK